# Warda al-Dschaza'iriya

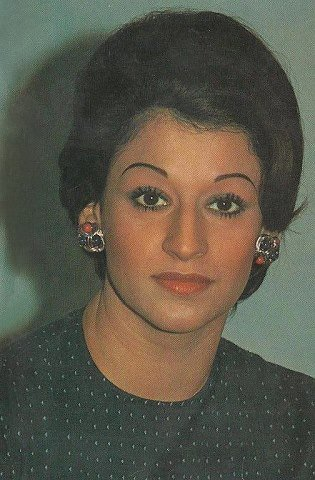
Warda al-Dschaza'iriya (1977)

Warda al-Dschaza'iriya (arabisch وردة الجزائرية, DMG Warda al-Ǧazāʾirīya ‚Warda, die Algerierin‘, auch als Al-Jazairia transkribiert; * 22. Juli 1939 in Puteaux in der Nähe von Paris; † 17. Mai 2012 in Kairo), meist einfach Warda („Rose“) genannt, war eine algerische Sängerin. Sie galt als eine der berühmtesten Interpretinnen arabischer Musik.

## Leben
Warda war die Tochter eines Algeriers und einer Libanesin, die nach Frankreich emigriert waren.
Sie wirkte auch in Spielfilmen mit.
Warda starb im Mai 2012 im Alter von 72 Jahren an einem Herzinfarkt.

## Diskografie

### Singles (Auswahl)
- Batwanes Beek
- Haramt Ahebak
- Akdeb Aleik
- Fe Yom We Layla
- Tab Wana Maly
- Aal Eih Beyeskalooni
- Nar el Ghera